# 제2비행전대
비행 제2전대(일본어: 飛行第2戦隊 히코 다이니센타이[*])는 일본 제국 육군 항공대의 비행전대이다. 통칭호은 "威 이[*] 11614부대".
1925년 5월 1일, 이바라키현 가카미가하라에서 비행 제2연대로 창설되어, 1938년 7월 31일에 공지이분법에 따라 비행 제2전대, 1945년 7월 15일에 제12독립비행대로 재편성되었다. 이후, 후쿠오카현에서 종전을 맞았다.

## 역대 지휘관
| # | 계급    | 성명            | 취임일          | 이임일          | 참고  |
| - | ------- | --------------- | --------------- | --------------- | ----- |
| 1 | 중좌    | 오노 유타로     | 1925년 5월 1일  |                 |       |
| 2 | 대좌    | 다키기 히코조   | 1928년 8월 10일 |                 |       |
| 3 | 중좌    | 아베 이치로     | 1930년 7월 3일  | 1932년 8월 8일  | [ 1 ] |
| 4 | 대좌    | 나카지마 마타조 | 1932년 8월 8일  |                 |       |
| 5 | 대좌    | 구리야마 신타로 | 1936년 8월 1일  |                 |       |
| 6 | (공석?) | (공석?)         | 1937년 7월 22일 | 1938년 7월 16일 |       |

| # | 계급 | 성명              | 취임일          | 이임일          | 참고 |
| - | ---- | ----------------- | --------------- | --------------- | ---- |
| 1 | 대좌 | 누마타 에이지     | 1938년 7월 16일 |                 |      |
| 2 | 대좌 | 혼다 미노리       | 1939년 7월 1일  |                 |      |
| 3 | 대좌 | 고바야시 다카토모 | 1940년 2월 16일 |                 |      |
| 4 | 중좌 | 이마즈 마사미쓰   | 1942년 6월 2일  |                 |      |
| 5 | 중좌 | 사와이 고지       | 1943년 3월 1일  |                 |      |
| 6 | 소좌 | 스즈키 고이치     | 1944년 1월 4일  | 1945년 7월 15일 |      |

## 기록

### 계보
- 1925년 5월 1일 飛行第2連隊→비행 제2연대
- 1938년 7월 5일, 飛行第2戦隊→비행 제2전대
- 1945년 7월 15일, 第12独立飛行隊→제12독립비행대

### 참전
- 중일 전쟁
- 태평양 전쟁

### 장비
- 92식 정찰기
- 97식 사령부정찰기
- 98식 직접협동정찰기
- 100식 사령부정찰기

## 참고

### 인용
1. ↑  “官報” (일본어) (1683). 1932년 8월 9일.

### 자료
- 近現代史編纂会 (2001). 《航空隊戦史》 (일본어). 新人物往来社. ISBN 4-404-02945-4.
- 外山操 (1981). 《陸海軍将官人事総覧 陸軍篇》 (일본어). 芙蓉書房. ISBN 978-4829500026.
- 外山操 (1987).  森松俊夫, 편집. 《帝国陸軍編制総覧》 (일본어). 芙蓉書房. ISBN 978-4829501245.